# Мост Монноу
Мост Монноу — пешеходный мост через реку Монноу в Монмуте, Уэльс, единственный сохранившийся укреплённый мост в Великобритании с до сих пор стоящей башней. Монумент первой категории национальной важности.

## Башня и мост в XIII—XIV века
Существующий мост был достроен в конце XIII века, традиционно считается, что в 1272 году, хотя у этой даты нет документальных подтверждений. Он заменил старый деревянный вариант. В 1988 году проводились работы по защите от наводнений, которые показали, что остатки деревянного моста находятся ровно под существующей конструкцией, и дендрологический анализ показал, что использованные деревья были срублены между 1123 и 1169 годом. В некоторых источниках содержатся предположения, что мост и расположенная рядом церковь Томаса Бекета были разрушены пожаром во время Монмутской битвы 1233 года (между сторонниками Генриха III и войсками Ричарда Маршала).
Каменный мост сделан из старого красного песчаника, в нём три арки на гексагональных пирсах, формирующих волнолом. Кордегардия («ворота Монноу»), придающие мосту примечательный внешний вид, была построена в конце XIII — начале XIV века, через несколько лет после постройки самого моста. В 1297 году Эдуард I в ответ на запрос своего племянника, Генри Ланкастера, предоставил местный сбор на строительство или ремонт городской стены в пользу Монмута. Это позволило горожанам построить городские стены и ворота для защиты и охраны. К 1315 году эта работа ещё не была закончена или нуждалась в ремонте. В то время мост был у́же, чем сейчас, и весь трафик проходил сквозь герсу, канавки для спуска которой видны до сих пор, и через одну арку. Арочные машикули были добавлены в неизвестный средневековый период, возможно, в конце XIV века.
Согласно краеведу Кейт Киссак (Keith Kissack), ворота были неэффективны при обороне, и Монноу можно было легко перейти вброд выше по течению. Однако, помимо защиты англо-норманнского населения города от атак уэльсцев, ворота служили для сбора платы за проезд для участия в торговле на рынке. Размер сборов был утверждён в 1297 и 1315 годах, а также в последующих уставах города.

## Работы в Новое время
Ни город, ни замок не были атакованы во время восстания Оуайна Глиндура, хотя соседние города были сожжены. Два века спустя, во время гражданской войны, город переходил из рук в руки, а в 1645 году мост был местом столкновения между роялистами из замка Раглан и круглоголовыми. К 1705 году ворота нуждались в починке. Оригинальные зубцы были заменены, здание было переоборудовано в двухэтажный жилой дом, который был сдан в аренду привратнику, который был ответственен за ремонт и обслуживание. И мост, и здание были полностью отремонтированы в 1771-75 годы; башня оставалась жилой до 1804 года.
До середины XIX века башня была местом ежегодных сражений между верхним городом и «районом Капперсов» (где делали монмутские шапки). Сражения проходили 1 или 29 мая, молодёжь вооружалась мётлами и камнями. С 1858 года стычки были запрещены.

## В XX веке
С 1889 по 1902 годы проводилась обширная программа консервации моста с целью предотвращения возможного разрушения башни; с этой целью были вставлены металлические стержни. В 1892 году началась работа над арками и опорами моста, так как было обнаружено сильное разрушающее воздействие реки на опоры. Этот период работ завершился работами над видом ворот башни, шедшими с середины 1890-х годов до 1897 года. Были установлены водосточные желоба и трубы, сильно разрушенные блоки были восстановлены. В апреле 1893 года на мосту было установлено уличное освещение; в конце 1920-х фонари начали заменять электрическими лампами. Желоба крыши и трубы были добавлены, как разрушение камень был заменен на квадрат блоков старого красного песчаника и щели крестообразной стрелки на передней панели слева от башни был восстановлен, чтобы сделать его симметричным. В апреле 1893 года, мосты первая улица фонарь был возведен в городе совета. В конце 1920-х годов в верхней части был заменен с двумя электрическими лампами. В 1960 фонари были окончательно удалены, и с 1991 года мост полностью освещается.
В XX веке рос трафик на дороге, и множественные аварии и заторы, а также указания на плохую видимость на мосту и узкие подъездные пути привели к многочисленным предложениям об организации объездных путей мимо моста. Структура была впервые официально признана как памятник древности в 1923 году, и примерно в то же время стали появляться предложения о дороге по новому мосту. Новая трасса A40, построенная в 1965/66 годах, освободила город от лишнего трафика, и план центра города, подготовленный на районном уровне в 1981 году, включал предложение о постройке нового моста. Серьёзная авария двухэтажного автобуса 18 мая 1982 года закрыла мост на месяц, пока длились работы по капитальному ремонту. В 1999 году было произведено технико-экономическое обоснование в связи с проблемой, но оно ни к чему не привело. Однако, новый автодорожный мост через Монноу в конце концов был построен и открыт 15 марта 2004 года, после чего старый мост стал пешеходным.